# Morgul
Morgul ist eine norwegische Dark-Metal-Band, die 1990 in Råde gegründet wurde.

## Geschichte
Morgul wurde ursprünglich von Jack D. Ripper und Schlagzeuger Hex als Jack and Hex gegründet. 1991 wurde die Band in Morgul umbenannt (der Begriff Morgul ist aus J.R.R. Tolkiens Der Herr der Ringe entlehnt) und ihre beiden Demoaufnahmen Vargvinter und In Gowns Flowing Wide wurden veröffentlicht. Das österreichische Plattenlabel Napalm Records wurde auf sie aufmerksam und bald wurde ein Plattenvertrag unterzeichnet.
Zu zweit nahmen sie ihre ersten beiden Alben Lost in Shadows Grey und  Parody of the Mass auf. Letzteres wurde in den legendären Abyss Studios in Schweden aufgenommen. 1999 unterschrieb Morgul einen Vertrag mit dem Plattenlabel Century Media und begann mit den Arbeiten an ihrem dritten Album The Horror Grandeur. Das Album wurde in den Soundsuite Studios in Südfrankreich eingespielt. Für einige Violin-Passagen wurde der The-Sins-of-Thy-Beloved-Violinist Pete Johansen eingeladen. Kurz vor der Veröffentlichung des Albums verließ Hex aus persönlichen Gründen die Band und Jack D. Ripper führte das Projekt alleine weiter.
Im Jahr 2001 nahm Morgul ihr viertes Studioalbum Sketch of Supposed Murderer, das letzte Album unter Century Media, auf. Anfang 2002 unterzeichnete Morgul einen Vertrag mit dem französischen Label Season of Mist. Im April desselben Jahres betrat Jack D. Ripper erneut das Studio um den Gesang für das erste Album The Seventh Sun der Schweizer Band Meridian aufzunehmen.
2004 nahm Morgul das fünfte Album All Dead Here… in den Soundsuite Studios auf. Erneut spielte Pete Johansen die Violine und im darauf folgenden Jahr wurde das Album unter Season of Mist veröffentlicht. Jack D. Ripper zog anschließend nach Detroit, USA, wo er heute mit seiner Frau lebt und weiterhin musikalisch aktiv ist. Seit 2005 erschien jedoch kein Album mehr.

## Stil
Während die Band auf den ersten Veröffentlichungen noch rohen, ursprünglichen Black Metal bot, schritt die Band in späteren Aufnahmen zu langsameren, bombastischeren und zusehends experimentelleren Klängen. Heute orientiert sich die Musik nur noch wenig am Black Metal, sondern eher an experimentellen Post-Black-Metal-Bands wie Sigh, The Kovenant, Arcturus oder Ulver. Die späteren Alben enthalten Elemente der osteuropäischen Folklore und Soundpasagen, die an die Ästhetik des Horrorfilms in den 1930er bis 1960er Jahren anknüpfen. Dabei griff die Band auch auf eine Violine zurück. Die Texte behandeln den „Kreislauf aus Leben und Tod. Sie stellen darüber hinaus den modernen Menschen an den Pranger, dessen Existenz scheinbar keinen anderen Sinn hat, als Arbeiter und Verbraucher in einer konsumorientierten Gesellschaft zu sein.“

## Diskografie

### Studioalben
- 1997: Lost in Shadows Grey (Napalm Records)
- 1998: Parody of the Mass (Napalm Records)
- 2000: The Horror Grandeur (Century Media)
- 2001: Sketch of Supposed Murderer (Century Media)
- 2005: All Dead Here… (Season of Mist)

### Demos
- 1995: Vargvinter – From the Dark Streams of Night
- 1996: In Gowns Flowing Wide